# Bhaskara (filósofo)
Bhaskara foi um filósofo indiano na tradição Bhedabheda da filosofia Vedanta.
Ele escreveu comentários sobre os Brahma Sutras, e contestou a doutrina de Shânkara do Maya (p. 299).